# Agnès Raharolahy
Agnès Raharolahy, född 7 november 1992, är en fransk kort- och medeldistanslöpare. 
Hon har blivit fransk mästare inomhus två gånger (400 meter 2017 och 800 meter 2022).

## Karriär
I mars 2023 vid inomhus-EM i Istanbul tog Raharolahy brons på 800 meter efter ett lopp på 2.00,85.

## Personliga rekord
| Utomhus - 400 meter – 52,23 (Genève, 6 juni 2015) - 800 meter – 1.59,59 (Caen, 26 juni 2022) | Inomhus - 400 meter – 52,57 (Miramas, 17 februari 2019) - 800 meter – 2.00,83 (Val-de-Reuil, 4 februari 2023) |